# Paul Zurmühlen
Paul Zurmühlen (* 9. Oktober 1828 in Münster; † April 1897 in Ahaus) war ein deutscher Richter sowie ein liberales Mitglied des Reichstags des Norddeutschen Bundes und des Zollparlaments.

## Leben
Paul Zurmühlen besuchte das Gymnasium in Münster und studierte Rechtswissenschaft in Bonn sowie Berlin. Anschließend war er von 1851 bis 1858 Auscultator und Referendar in Münster. Von 1859 bis 1864 war er Assessor in Münster, Ahaus und Schwelm. 1864 wurde er Kreisrichter in Ahaus.
Von 1867 bis 1871 war Zurmühlen Mitglied des Ersten ordentlichen Reichstags des Norddeutschen Bundes für den Wahlkreis Münster 1 (Tecklenburg, Steinfurt, Ahaus). Im Reichstag war er fraktionslos und wurde als "Liberaler" angesehen. In dieser Eigenschaft gehörte er seit 1868 auch dem Zollparlament an. Von 1866 bis 1870 war er außerdem Mitglied des Preußischen Abgeordnetenhauses, in dem er den gleichen Wahlkreis wie im Reichstag vertrat, auch im Abgeordnetenhaus blieb er fraktionslos.